# Нова Армієвка
Нова Армі́євка (рос. Новая Армеевка, ерз. Од Армеевка) — присілок у складі Єльниківського району Мордовії, Росія. Входить до складу Новоямського сільського поселення.
Населення — 9 осіб (2010; 16 у 2002).
Національний склад (станом на 2002 рік):
- росіяни — 94 %